# Wilhelm Wedderwille
Wilhelm Karl Heinrich Wedderwille (* 27. November 1893 in Waddenhausen; † nach 1933) war ein deutscher Politiker (NSDAP).

## Leben
Wedderwille besuchte die Volksschule in Iggenhausen. Er trat 1909 beim Amtsgericht Lage in den lippischen Justizdienst ein, nahm als Soldat am Ersten Weltkrieg teil und wurde 1923 in den lippischen Verwaltungsdienst zum Verwaltungsamt Detmold versetzt. Wedderwille lebte in Detmold.
Um 1930 trat Wedderwille in der NSDAP ein, in der er Funktionärsaufgaben übernahm, so amtierte er u. a. zeitweise als Kreissekretär für die Partei in seinem Heimatbezirk.
Im Januar 1933 wurde Wedderwille als Kandidat der NSDAP in den letzten Landtag Lippe gewählt, dem er bis zu dessen Auflösung als Abgeordneter angehörte. 
Nach der Machtübernahme der Nationalsozialisten im Jahr 1933 wurde Wedderwille kommissarischer Bürgermeister von Schwalenberg.